# Лаймяла (волость)
Лаймяла (ест. Laimjala vald) — волость в Естонії, у складі повіту Сааремаа.

## Положення
Площа волості — 116 км², чисельність населення на 1 січня 2006 року становила 793 осіб.
Адміністративний центр волості — село Лаймяла. До складу волості входять ще 23 села: Аавіку (Aaviku), Асва (Asva), Аудла (Audla), Вілтіна (Viltina), Йие (Jõe), Кахтла (Kahtla), Капра (Kapra), Кінглі (Kingli), Киігусте (Kõiguste), Кяо (Käo), Лахекюла (Laheküla), Лаімйала (Laimjala), Мустла (Mustla), Мягі-Курдла (Mägi-Kurdla), Нимме (Nõmme), Рахавалла (Pahavalla), Райу-Курдла (Paju-Kurdla), Рандвере (Randvere), Раннакюла (Rannaküla), Рідала (Ridala), Рухве (Ruhve), Сяярекюла (Saareküla), Саареметса (Saaremetsa), Юювере (Üüvere). 
У волості розташовані озера Коїгі-Юммаргуне-Ярв, Коїгі-Ярв, Наїстеярв, Пітк'ярв.

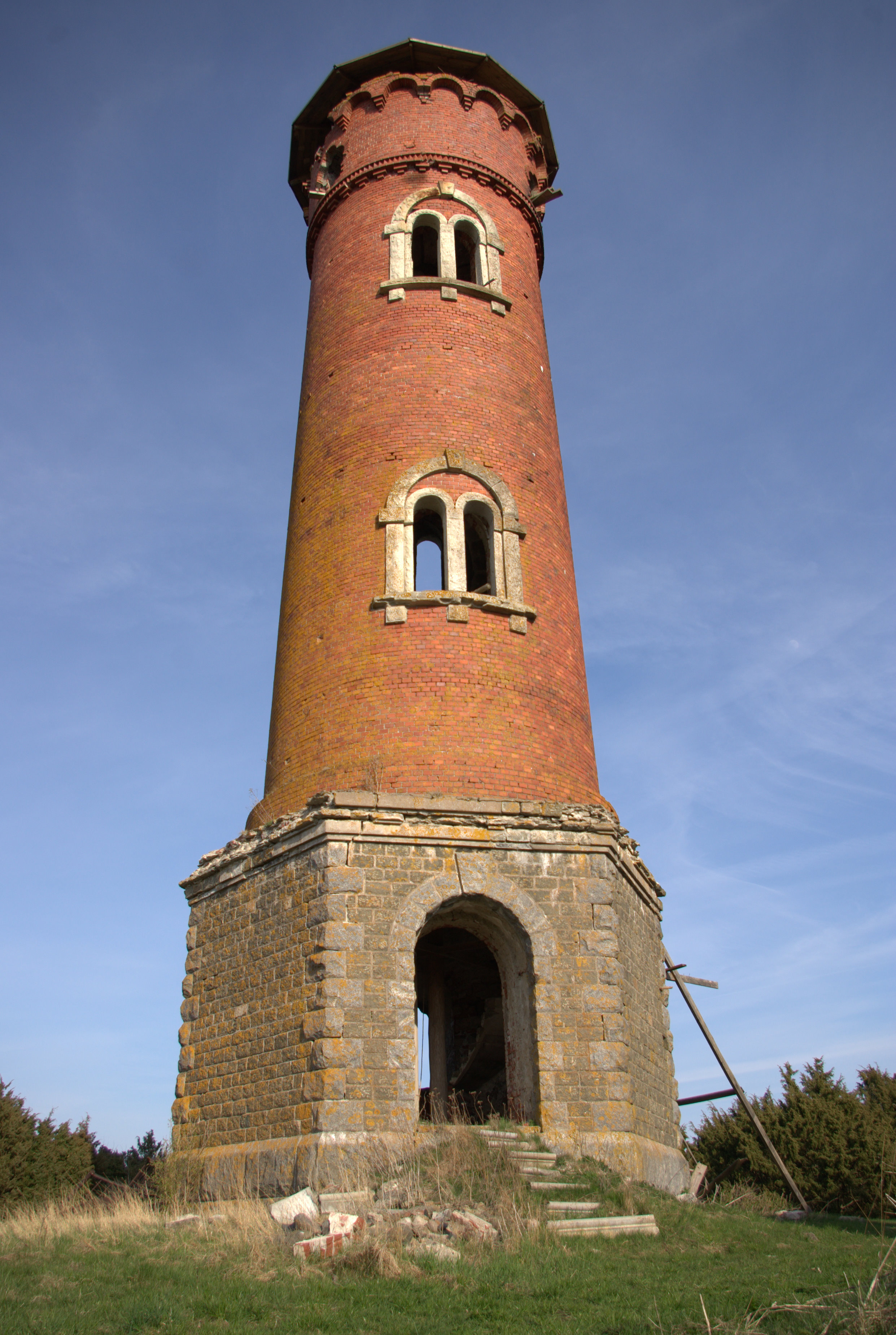
Маяк Лайдуніна
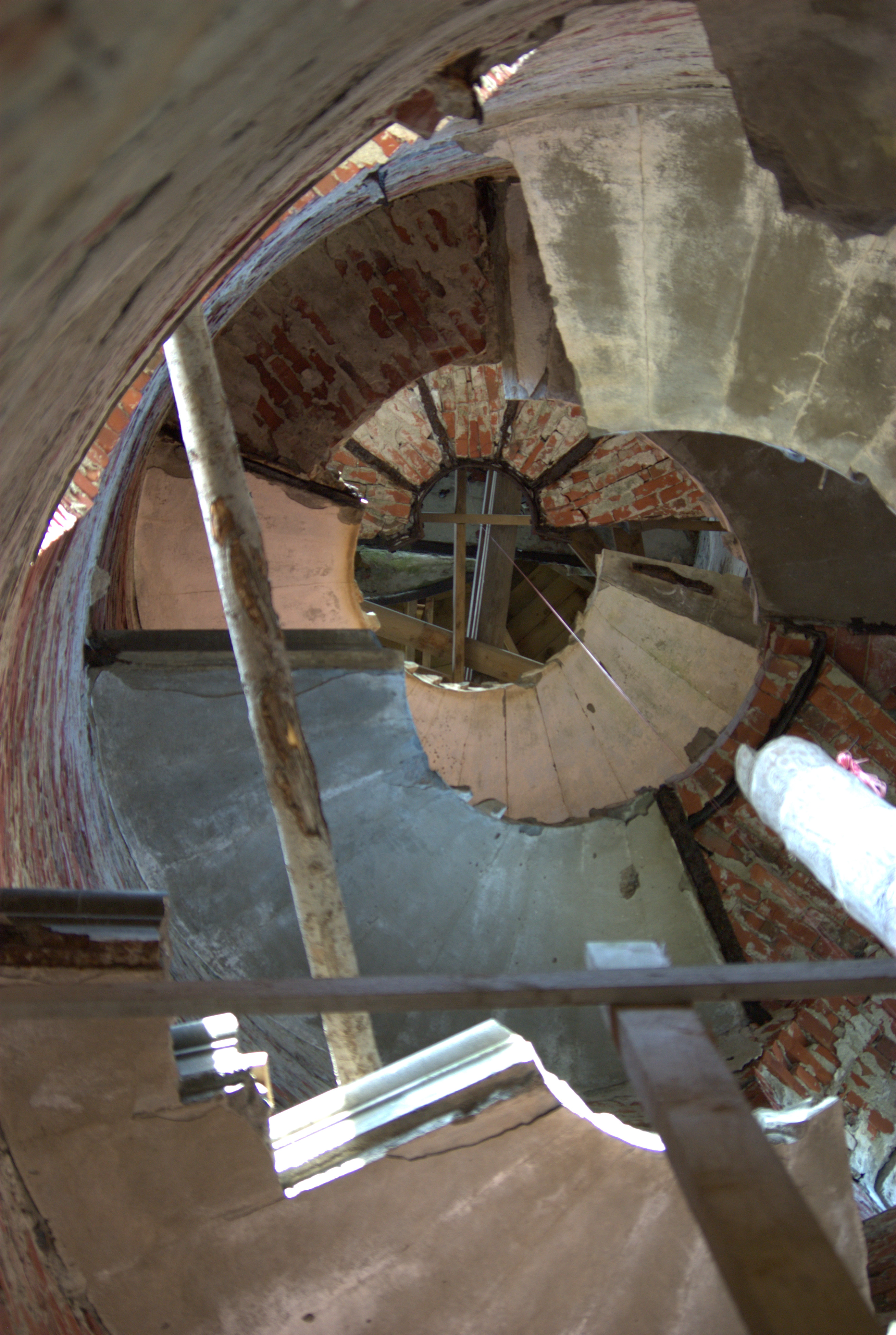
Всередині маяка
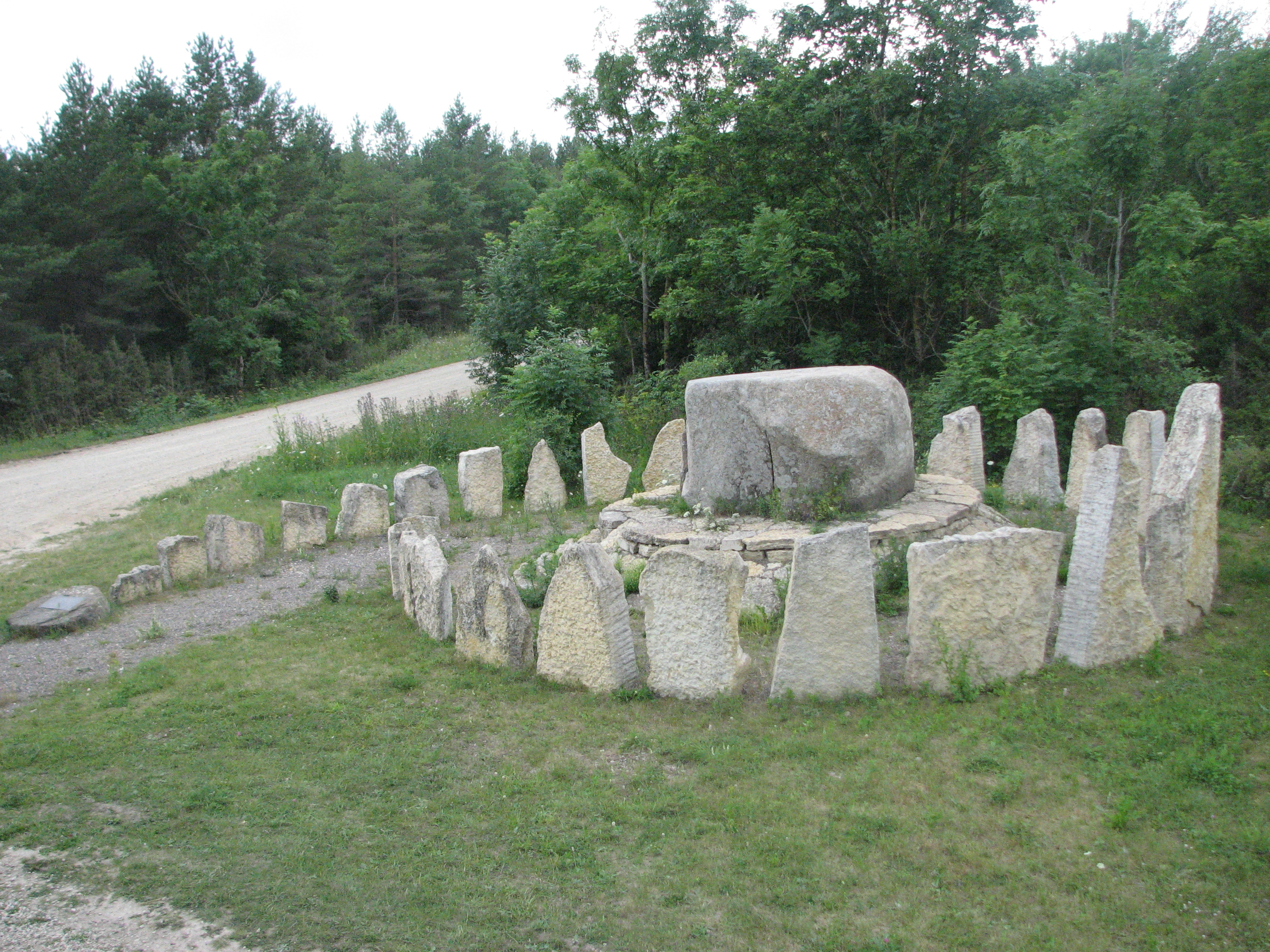
Камінь Блеста